# Seznam osebnosti iz Občine Gornja Radgona
Seznam osebnosti iz Občine Gornja Radgona vsebuje osebnosti, ki so se tu rodile, delovale ali umrle.
Občino Gornja Radgona sestavlja pet krajevnih skupnosti, ki imajo skupaj 30 naselij: Aženski Vrh, Črešnjevci, Gornja Radgona, Gornji Ivanjci, Hercegovščak, Ivanjski Vrh, Ivanjševci ob Ščavnici, Ivanjševski Vrh, Kunova, Lastomerci, Lokavci, Lomanoše, Mele, Negova, Norički Vrh, Očeslavci, Orehovci, Orehovski Vrh, Plitvički Vrh, Podgrad, Police, Ptujska Cesta, Radvenci, Rodmošci, Spodnja Ščavnica, Spodnji Ivanjci, Stavešinci, Stavešinski Vrh, Zagajski Vrh, Zbigovci.

## Družboslovje in humanistika
- Božidar Borko (1896, Gomila pri Kogu - 1980, Ljubljana), literarni publicist, novinar, urednik, prevajalec, književnik
- Peter Dajnko (1787, Črešnjevci - 1873, Velika Nedelja), duhovnik, slovničar, nabožni pisatelj
- Franci Just (1959, Podgrad), urednik, publicist, literarni zgodovinar
- Ivan Mulaček (1874, Ljubljana - 1951, Gornja Radgona), prevajalec, publicist
- Jože Munda (1930, Novo mesto - 2018, Gornja Radgona), literarni zgodovinar, urednik, leksikograf
- Alojz Perger (1776, Gorica pri Slivnici - 1839, Norički Vrh), zgodovinar, leksikograf, narodni buditelj
- Ivan Rihtarič (1948, Gornja Radgona), umetnostni zgodovinar, zgodovinar
- Vojan Rus (1924, Gornja Radgona - 2015, Bled), filozof, predavatelj, univerzitetni profesor, publicist, partizan
- Franc Simonič (1847, Ivanjkovci - 1919, Gornja Radgona), literarni zgodovinar, bibliograf
- Janko Šlebinger (1876, Ledinek - 1951, Gornja Radgona), bibliograf, urednik, leksikograf, literarni zgodovinar
- Alojz Šteiner (1957, Ptujska Cesta), doktor znanosti, generalmajor
- Anton Trstenjak (1906, Rodmošci - 1996, Ljubljana), filozof, teolog, psiholog, antropolog
- France Veber (1890, Gornja Radgona - 1975, Ljubljana), filozof
- Anka Vidovič Miklavčič (1936, Gornja Radgona), zgodovinarka in bibliografka

## Ekonomija in politika
- Jože Damijan (1967, Lomanoše), ekonomist, politik, redni profesor  na Ekonomski fakulteti Univerze v Ljubljani
- Ivan Dečko (1859, Središče ob Dravi - 1908, Gradec), politik, narodni delavec, pravnik
- Franc Hrašovec (1821, Sveti Jurij ob Ščavnici - 1909, Gradec), pravnik, društveni delavec
- Ivan Kramberger (1936, Ženjak - 1992, Jurovski Dol), politik in medicinski tehnik
- Radoslav Kušej (1875, Pliberk - 1941, Ljubljana), pravnik; 1918 imenovan za začasnega vodjo okrajnega sodišča v Gornji Radgoni
- Lenard Lotrič (1882, Železniki - 1941, Gornja Radgona), odvetnik, urednik
- Josip Mursa (1864, Krapje - 1948, Krapje), narodni gospodar, lokalni politik
- Oton Ploj (1861, Maribor - 1941, Maribor), narodni delavec, pravnik; v Gornji Radgoni je ustanovil posojilnico in kmetijsko čitalnico; prvi je začel v Gornji Radgoni dosledno slovensko uradovati
- Alojz Senekovič (1857, Spodnja Ščavnica - 1931, Zgornja Ščavnica), politik, narodni buditelj, kmet, sadjar, vinogradnik
- Franc Talanyi (1883, Brezovci - 1959, Murska Sobota), politični delavec, urednik, posestnik, gostilničar, župan

## Medicina
- Viljem Kovač (1950, Gornja Radgona), onkolog
- Ivo Vomer (1916, Čadram - 1996, Ljubljana), veterinar

## Religija
- Jože Bajzek (1942, Boračeva), teolog, sociolog, univerzitetni profesor; nižjo gimnazijo obiskoval v Radgoni
- Franc Bezjak (1814, Spodnja Voličina - 1887, Markovci), duhovnik, nabožni pisatelj; 1841 - 1862 kaplan v Negovi
- Valter Dermota (1915, Gornja Radgona - 1994, Trstenik), teolog, pedagog, katehetski strokovnjak
- Andrej Druzovič (1807, Žetinci pri Radgoni - 1880, Gradec), duhovnik, narodni buditelj
- Andrej Fekonja (1851, Negova - 1920, Šoštanj), duhovnik, literarni zgodovinar
- Martin Gaberc (1883, Črešnjevec - 1941, Gornja Radgona), duhovnik
- France Jančar (1820, Črešnjevci - 1889, Zbigovci), duhovnik
- Jakob Kavčič (1862, Sv. Peter pri Radgoni - 1915, Gradec), duhovnik, kanonik, nabožni pisec
- Edvard Kovač (1950, Gornja Radgona), teolog, filozof, profesor
- Anton Krempl (1790, Polički Vrh - 1844, Mala Nedelja), duhovnik, zgodovinar, pesnik, pisatelj, narodni buditelj
- Mikloš Küzmič (1783, Dolnji Slaveči - 1804, Kančevci), pisatelj, duhovnik, teolog
- Anton Lah (1803, Jareninski Dol - 1861, Limbuš), prevajalec, nabožni pesnik, duhovnik
- Matija Ljubša (1862, Vanetina - 1934, Celje), duhovnik, zgodovinar; ljudsko šolo je obiskoval v Negovi
- Violeta Vladimira Mesarič Jazbinšek (1972, Gornja Radgona), evangeličanska duhovnica
- Jožef Saatler (1845, Gornja Radgona - 1920, Celje), duhovnik, pisatelj, prevajalec
- Matej Slekovec (1846, Kunova - 1903, Ljubljana), duhovnik, zgodovinar
- Anton Šerf (1798, Dedonci - 1882, Mihalovci), duhovnik, nabožni pisec, pesnik
- Matej Štrakl (1866, Križevci pri Ljutomeru - 1928, Malečnik), duhovnik, cerkvenoglasbeni pisec, bogoslovni pisec, zgodovinopisec; kaplan v Radgoni
- Valentin Tratnik (1801, Celje - 1876, Gornja Radgona), duhovnik, botanik, mineralog
- Matija Wurzer (1832, Ivanjševci ob Ščavnici - 1921, Ruše), duhovnik, zgodovinar
- Matija Zemljič (1873, Gornja Radgona - 1934, Tomaž pri Ormožu), duhovnik, pesnik, prevajalec

## Šolstvo in književnost
- France Bevk (1890, Zakojca - 1970, Ljubljana), pisatelj, pesnik, dramatik, publicist, prevajalec; s polkom poleti 1918 v Gornji Radgoni
- Zmago Bregant (1889, Negova - 1961, Maribor), učitelj
- Manko Golar (1911, München - 1988, Gornja Radgona), učitelj, mladinski pesnik, pripovednik, zborovodja
- France Habe (1909, Vrhnika - 1999, Postojna), geograf, speleolog; po 2. sv. vojni poučeval v Radgoni
- Fran Kocbek (1863, Ločki Vrh - 1930, Gornji Grad), učitelj, planinski pisec, organizator planinstva
- Karolina Kolmanič (1930, Lomanoše - 2020, Murska Sobota), pisateljica
- Anton Kosi (1864, Godemarci - 1945, Badličan), mladinski pisatelj, učitelj, pedagoški pisec, glasbenik
- Jožef Lasbacher (1858, Stavešinski Vrh - 1929, Ruše), učitelj, lokalni politik
- Andrej Senekovič (1848, Spodnja Ščavnica - 1926, Ljubljana), učitelj, pisatelj
- Janez Svetina (1941, Rečica pri Bledu - 1991, Gornja Radgona), pisatelj, prevajalec, popotnik, psiholog; prva civilna žrtev slovenske osamosvojitvene vojne
- Marija Ševidy (1941, Cmurek), učiteljica, pesnica, pisateljica
- Ignacij Šijanec (1874, Mihalovci - 1911, Gornji Grad), šolnik, planinec; meščansko šolo je obiskoval v Radgoni
- Dušan Zagorc, učitelj, ravnatelj
- Marjan Žula, 25 let je bil ravnatelj Glasbene šole Gornja Radgona, vodil je tudi Dom starejših občanov

## Umetnost
- Jožef Ajlec (1874, Lastomerci - 1944, Dunaj), kipar
- Janez Akvila (prva polovica 14. stoletja, Radgona - začetek 15. stoletja), freskant, slikar
- Mirko Bratuša (1963, Negova), akademski kipar, profesor
- Avgust Černigoj (1898, Trst - 1985, Sežana), slikar; 1916 vpoklican v avstrijsko vojsko v Radgono, nato v Škofjo Loko
- Ivan Kos (1895, Gornja Radgona - 1981, Maribor), slikar, grafik, profesor
- Roman Pahor (1889, Renče - 1949, Gornja Radgona), glasbenik, organist, skladatelj
- Leopold Perko (1848, Cmurek - 1918, Spodnji Porčič), podobar; izdelal kip za cerkev v Negovi (1888)

## Razno
- Stanko Čurin (1929, Vodranci - 2017, Ptuj), vinogradnik, vinar; od 2019 na ocenjevanju Vino Slovenija - Gornja Radgona za najboljše ocenjeno vino podeljujejo nagrado Stanka Čurina
- Fran Holz (1880, Ivanjševci ob Ščavnici - 1914, Stavchany), kmetijski strokovnjak
- Andrej Melihen (1892, Srpenica - 1918, Gornja Radgona), vodja upornikov 97. pešpolka v Radgoni
- Franc Rihtarič (1929, Očeslavci - 1959, Spodnje Hoče), kriminalec; zadnji obsojenec, nad katerim je bila na Slovenskem izvršena smrtna kazen
- Martin Ritonja (1894 - 1945), pomemben tržan
- Franc Seršen (1897, Ljutomer - 1938, Zagreb), narodni gospodar; v Radgoni je obiskoval nemško meščansko šolo; potegoval se je za avtobusno zvezo Gornja Radgona-Ljutomer-Čakovec
- Ivan Šenveter (1942, Plitvički Vrh), strojnik, fotograf
- Slavica Šikovec (1929, Grabe pri Ljutomeru), enologinja; sodelovala je pri kartiranju podravskega vinorodnega območja (za Radgono 1959)
- Ciril Šlebinger (1907, Novo mesto - 2000, Ljubljana), geolog; ukvarjal se je z raziskovanjem Prlekije
- Mirko Šoštarič (1920, Maribor - 1999, Maribor), strokovnjak za varstvo naravne dediščine; pripravil odločbo za zaščito starih dreves na območju Gornje Radgone
- Jožef Veršič (1775, Plitvički Vrh - 1847, Muggendorf), mizar in izdelovalec protez za vojake invalide